# Canal de Sault-Sainte-Marie
Ne doit pas être confondu avec Écluses du Sault.
Le canal de Sault-Sainte-Marie (ou Soo-canal) est un site historique national du Canada situé à Sault-Sainte-Marie (Ontario) à la frontière entre le Canada et les États-Unis.
Achevé en 1895, c'est le dernier élément du réseau de navigation reliant le fleuve Saint-Laurent au lac Supérieur via le lac Huron. C'était à l'époque la plus longue écluse du monde avec 274 m de long sur 18 de large, et la première à fonctionner électriquement grâce à sa propre centrale.
Le canal a été reconnu formellement lieu historique national du Canada en 1987

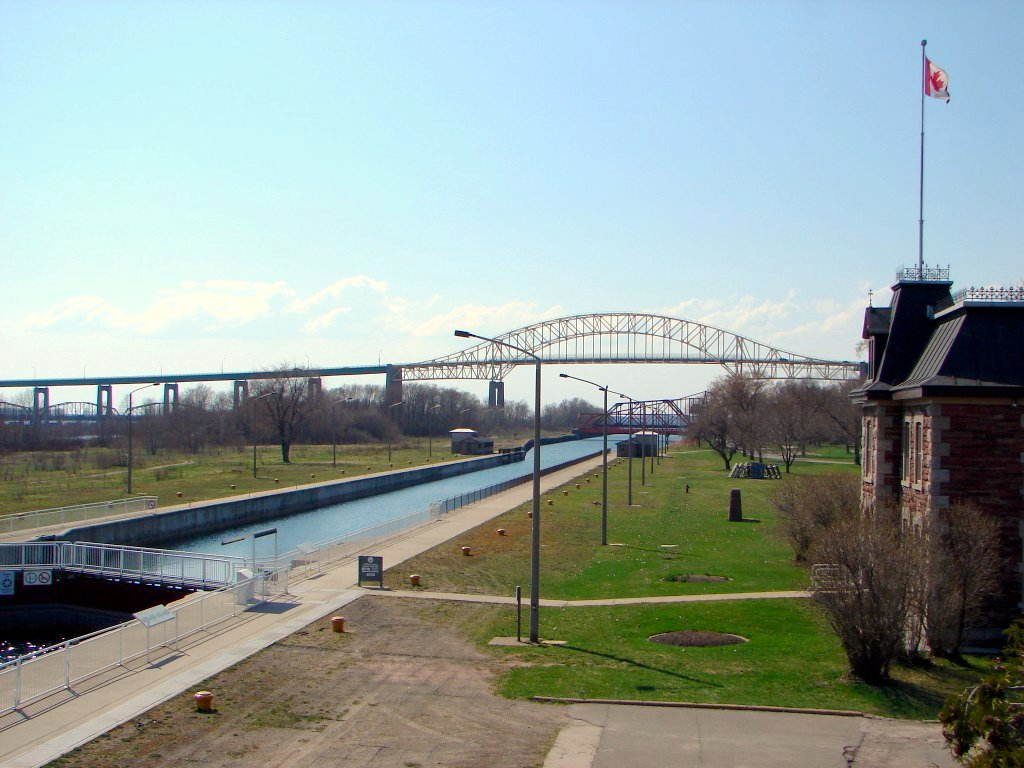
Canal de Sault-Sainte-Marie